# Midden-Zeeland
Midden-Zeeland is een niet-bestuurlijke streek in de Nederlandse provincie Zeeland. Ze bestaat uit de voormalige eilanden Walcheren, Noord-Beveland en Zuid-Beveland. De Ronde van Midden-Zeeland werd hier gehouden.
De regio Midden-Zeeland (het voormalige Zeeland Bewestenschelde) telt 223.906 inwoners (januari 2023). Van dit gebied is de grootste stad van Zeeland Middelburg al vanaf de middeleeuwen (1012) tot heden, de belangrijkste stad van bestuur en cultuur. Tevens was de Zeeuwse hoofdstad, tot eind negentiende eeuw, de grootste haven- en handelsstad van Zeeland. Andere belangrijke plaatsen zijn Vlissingen, waarmee Middelburg één stadsgebied (de kernstad van Zeeland) vormt met samen 95.106 inwoners, en Goes (39.433 inwoners in januari 2023).
Reeds vanaf de middeleeuwen wordt het gebied van de huidige provincie Zeeland, door de oorspronkelijke hoofdloop en de zijtak van de Schelde, respectievelijk: de Oosterschelde en de Honte, later de Westerschelde genoemd, verdeeld in drie gebieden. Een daarvan is Midden-Zeeland. De andere twee zijn:
- Noord-Zeeland (voorheen Zeeland Beoostenschelde), met 61.386 inwoners (januari 2023).[1] Noord-Zeeland bestaat uit de voormalige eilanden Schouwen, Duiveland, Sint-Philipsland en Tholen. De centrumplaats is vanouds de stad Zierikzee;
- Zeeuws-Vlaanderen met 105.832 inwoners (januari 2023).[1] (het vroegere Staats-Vlaanderen, waarvan de belangrijkste steden Sluis en Hulst waren). Thans is Terneuzen de belangrijkste stad van dit deel van Zeeland.

Het Vliegveld Midden-Zeeland (Zeeland Airport) ligt in de gemeente Middelburg.